# Nekrolog 1817
Nekrolog
◄◄
| ◄
| 1813
| 1814
| 1815
| 1816
| 1817 | 1818 | 1819 | 1820 | 1821 | ► | ►►
Weitere Ereignisse | Allgemeiner Nekrolog 1817
Die Beschreibung der verstorbenen Person sollte so kurz wie möglich gehalten sein und nur deren signifikante Tätigkeit(en) enthalten.
Neue Namen ggf. auch unter dem Geburts- und Sterbedatum, also etwa unter 1. Januar und im Geburts- und Sterbejahr (2024) eintragen (nur bei entsprechender großer Wichtigkeit). Für Beispiele siehe die schon vorhandenen Artikel.
Außerdem über die fünf zuletzt Verstorbenen, zu denen es einen ausreichend guten Artikel für eine Präsentation auf der Hauptseite gibt, nach der todesbedingten Überarbeitung der Artikel ggf. auch unter Wikipedia Diskussion:Hauptseite informieren und sie am besten auch in den anderen Wikipedia-Sprachversionen eintragen. Tipp: Regelmäßig bei news.google.de nach „ist tot“, „gestorben“ oder „verstorben“ suchen.
Wenn eine Person gestorben ist, gibt es viele Seiten zu dieser Person in der Wikipedia, die davon auch betroffen sind und entsprechend aktualisiert werden müssen. Beispiele: Namenübersichtsseite, Geburtsjahr, Geburtsort-Seiten und viele mehr.
Wie finde ich die betroffenen Seiten?
Im Suchfeld auf der linken Seite gibt man den Suchbegriff so ein: „Vorname Nachname“. Dann klickt man auf Volltext und alle Seiten mit entsprechendem Suchtext werden aufgerufen. Hier sieht man dann schnell, wo auch das Todesjahr Sinn macht oder sogar ein Teil des Artikels angepasst werden muss. Auch hilft das „Werkzeug“ auf der linken Seite sehr gut, um solche Seiten aufzufinden: „Links auf diese Seite“. Somit ist die Wikipedia wieder aktuell in allen Bereichen! Hinweis: bei Eintragung der Kategorie „Gestorben JAHR“ wird der Missbrauchsfilter 49 ausgelöst, was jedoch nicht schlimm ist. Siehe: Spezial:Missbrauchsfilter/49
Dies ist eine Liste von im Jahr 1817 verstorbenen bekannten Persönlichkeiten. Die Einträge erfolgen innerhalb der einzelnen Daten alphabetisch sortiert. Tiere sind im Nekrolog für Tiere zu finden.

## Januar
| Tag        | Name                                                       | Beruf, bekannt als                                                               | Alter | Beleg |
| ---------- | ---------------------------------------------------------- | -------------------------------------------------------------------------------- | ----- | ----- |
| 1. Januar  | Martin Heinrich Klaproth                                   | deutscher Chemiker                                                               | 73    |       |
| 3. Januar  | Wilhelm Christian von dem Bussche                          | deutscher Gutsbesitzer und Amtshauptmann                                         |       |       |
| 4. Januar  | Gottlob Karl Ludwig von Corvin-Wiersbitzki                 | preußischer Generalmajor und Kommandeur im Husaren-Regiment Nr. 6                | 60    |       |
| 6. Januar  | Johann Heinrich Ayrer                                      | deutscher akademischer Reitlehrer                                                |       |       |
| 7. Januar  | Anton von Bucher                                           | deutscher Theologe, Schriftsteller, Satiriker und Schulreformer                  | 70    |       |
| 10. Januar | Lorenzo Caleppi                                            | italienischer Kardinal der Römischen Kirche                                      | 75    |       |
| 11. Januar | Timothy Dwight IV.                                         | amerikanischer Geistlicher, Theologe, Gelehrter, Politiker und Dichter           | 64    |       |
| 12. Januar | Juan Andrés y Morell                                       | spanischer Jesuit und Aufklärer, der überwiegend in Italien wirkte               | 76    |       |
| 14. Januar | Pierre-Alexandre Monsigny                                  | französischer Opern-Komponist                                                    | 87    |       |
| 16. Januar | Alexander J. Dallas                                        | US-amerikanischer Politiker                                                      | 57    |       |
| 16. Januar | Johann Bernhard Christoph Eichmann                         | deutscher Jurist                                                                 | 68    |       |
| 21. Januar | Franz Altmutter                                            | österreichischer Maler                                                           | 71    |       |
| 21. Januar | Joseph Christian Franz zu Hohenlohe-Waldenburg-Bartenstein | Fürstbischof von Breslau                                                         | 76    |       |
| 21. Januar | Fryderyk Józef Moszyński                                   | polnischer Adeliger und Wissenschaftler                                          | 78    |       |
| 25. Januar | Josef Brigido von Bresowitz                                | Gouverneur von Laibach, Präsident des Temescher Banats, Gouverneur von Galizien  |       |       |
| 26. Januar | Johann Viktor von Ernest                                   | preußischer Generalmajor und zuletzt Brigadier der Westfälischen Füsilierbrigade | 75    |       |
| 28. Januar | Michel-François Calmelet                                   | französischer Ingenieur                                                          |       |       |
| 28. Januar | Friedrich Ludwig Æmilius Kunzen                            | deutscher Komponist und Dirigent                                                 | 55    |       |
| 28. Januar | Éléonore François Elie Moustier, marquis de Moustier       | französischer Diplomat                                                           | 65    |       |
| 29. Januar | Abraham Furtado                                            | französischer Politiker                                                          |       |       |
| 29. Januar | Johann Adam Groß III                                       | deutscher Architekt und Landbaumeister                                           | 66    |       |
| 29. Januar | Heinrich XIII.                                             | Fürst Reuß zu Greiz                                                              | 69    |       |
| 29. Januar | Gottlob Friedrich Ernst Schönborn                          | deutscher Diplomat                                                               | 79    |       |
| 29. Januar | George Spencer, 4. Duke of Marlborough                     | britischer Adeliger und Politiker                                                | 78    |       |
| 29. Januar | Francis Triesnecker                                        | österreichischer Astronom und Geodät                                             | 71    |       |

## Februar
| Tag         | Name                            | Beruf, bekannt als                                                                                               | Alter | Beleg |
| ----------- | ------------------------------- | --- | ----- | ----- |
| 3. Februar  | Johann Nepomuk von Apfaltern    | Militärperson in Diensten der Habsburger                                                                         |       |       |
| 5. Februar  | Karl Paul von Quosdanovich      | kroatischer Adliger und habsburgischer General, Träger des Kommandeurskreuzes des Militär-Maria-Theresien-Ordens |       |       |
| 8. Februar  | Ludwig Ferdinand von Dyherrn    | kursächsischer Generalmajor                                                                                      |       |       |
| 9. Februar  | Franz Ernst Christoph Leuckart  | deutscher Musikverleger, Kunst- und Musikalienhändler                                                            | 68    |       |
| 9. Februar  | Franz Tausch                    | deutscher Klarinettist und Komponist                                                                             | 54    |       |
| 9. Februar  | Franz Thoma                     | deutscher Orgelbauer                                                                                             | 70    |       |
| 10. Februar | Karl Theodor von Dalberg        | Erzbischof von Mainz, Fürstprimas, Bischof von Konstanz                                                          | 73    |       |
| 10. Februar | Samuel Meredith                 | US-amerikanischer Politiker                                                                                      |       |       |
| 11. Februar | Christian Ludwig Albrecht Patje | deutscher Beamter und Publizist, schuf den Vorläufer für das Adressbuch Hannover                                 | 68    |       |
| 11. Februar | Georg Friedrich Scharffenstein  | württembergischer Offizier                                                                                       | 56    |       |
| 13. Februar | Marie-Anne de Mailly-Rubempré   | französischer Adlige und königliche Mätresse                                                                     | 84    |       |
| 14. Februar | John Abercrombie                | britischer General                                                                                               | 44    |       |
| 14. Februar | Karl Friedrich von Lindenau     | k. k. Feldzeugmeister und Ritter des Maria-Theresia-Ordens                                                       |       |       |
| 23. Februar | Bazyli Bohdanowicz              | polnischer Komponist                                                                                             |       |       |
| 23. Februar | Gian Menico Cetti               | Schweizer Übersetzer                                                                                             | 36    |       |
| 24. Februar | Johannes Evangelist Hofer       | österreichischer Benediktiner und Bibelwissenschaftler                                                           | 59    |       |
| 25. Februar | Gottlieb Hufeland               | deutscher Rechtswissenschaftler                                                                                  | 56    |       |
| 26. Februar | Georg Friedrich Sahlfeldt       | deutsch-baltischer Jurist und Vizegouverneur                                                                     | 47    |       |
| 28. Februar | Pietro Carlo Guglielmi          | italienischer Komponist                                                                                          | 44    |       |

## März
| Tag      | Name                                         | Beruf, bekannt als                                                            | Alter | Beleg |
| -------- | -------------------------------------------- | ----------------------------------------------------------------------------- | ----- | ----- |
| 1. März  | Ludwig Wilhelm Brüggemann                    | deutscher evangelischer Geistlicher, Autor und Geograph                       | 74    |       |
| 1. März  | Luigi Gatti                                  | Komponist                                                                     | 76    |       |
| 2. März  | Giacomo Quarenghi                            | italienisch-russischer Architekt                                              | 72    |       |
| 4. März  | Joseph Hopper Nicholson                      | US-amerikanischer Jurist und Politiker                                        | 46    |       |
| 5. März  | Anton Sar                                    | deutscher Theologe und Romanist französischer Herkunft                        | 70    |       |
| 6. März  | Johann Friedrich Wilhelm von Schoeler        | preußischer Generalmajor                                                      | 85    |       |
| 8. März  | Pierre-Gilles Chanlaire                      | französischer Jurist, Statistikpionier und Kartograph                         | 58    |       |
| 8. März  | Anna Maria Lenngren                          | schwedische Schriftstellerin                                                  | 62    |       |
| 10. März | Matthäus Heilmann                            | deutscher Klavier- und Orgelbauer                                             | 72    |       |
| 10. März | Clemens Waldburg-Zeil-Lustenau-Hohenems      | deutscher Adliger, Gründer der Linie Waldburg-Zeil-Hohenems                   | 63    |       |
| 11. März | Georg von Aranka                             | ungarischer Schriftsteller und Jurist                                         | 79    |       |
| 14. März | Joseph Maria Weissegger von Weißeneck        | österreichischer Schriftsteller, Historiker, Jurist, Philosoph und Übersetzer | 61    |       |
| 16. März | Heinrich Matthias Marcard                    | deutscher Hof- und Leibarzt, Etatsrat und Schriftsteller                      | 69    |       |
| 18. März | Johann Jakob Walder                          | Schweizer Politiker, Jurist und Komponist                                     | 67    |       |
| 19. März | Bernard Gottfried Manskirsch                 | deutscher Maler                                                               |       |       |
| 25. März | Johann Samuel Fuchs                          | evangelischer Superintendent und Lehrer                                       | 46    |       |
| 25. März | Joseph Thaddäus von Sumerau                  | deutscher Jurist                                                              |       |       |
| 26. März | Johann Vincenz Caemmerer                     | deutscher Jurist, Komödiendichter und Publizist                               | 55    |       |
| 26. März | Kaspar Friedrich Lossius                     | deutscher Geistlicher, Pädagoge und Schriftsteller                            | 64    |       |
| 29. März | Hugo Damian Erwein von Schönborn-Wiesentheid | deutscher Landesherr und Geheimer Rat                                         | 78    |       |
| 30. März | Johann Friedrich Wilhelm von Losch           | preußischer Gutsbesitzer, Rittmeister, Landrat und Landesdirektor             | 63    |       |
| 31. März | Johannes Schuback                            | deutscher Kaufmann                                                            | 84    |       |

## April
| Tag       | Name                                    | Beruf, bekannt als | Alter | Beleg |
| --------- | --------------------------------------- | --- | ----- | ----- |
| 1. April  | Ludwig von Flüe                         | Schweizer Offizier, Befehlshaber der Schweizergarde bei der Verteidigung der Bastille, führte daher auch den Namen Ludwig von Flüe le Bastillien | 65    |       |
| 2. April  | Urbain Guillet                          | französischer Trappist, Prior und Klostergründer in Nordamerika                                                                                  | 53    |       |
| 2. April  | Johann Heinrich Jung-Stilling           | deutscher Augenarzt, Wirtschaftswissenschaftler und Schriftsteller                                                                               | 76    |       |
| 3. April  | Johann Lorenz Benzler                   | deutscher Bibliothekar und Schriftsteller | 70    |       |
| 3. April  | Charlotte von Hezel                     | deutsche Schriftstellerin, Redakteurin und Journalistin                                                                                          | 62    |       |
| 3. April  | Friedrich Ludwig Wachter                | deutscher Mathematiker | 24    |       |
| 4. April  | Robert Baikie                           | schottischer Politiker, Mitglied des House of Commons                                                                                            |       |       |
| 4. April  | André Masséna                           | französischer General | 58    |       |
| 5. April  | Samuel Christian Pape                   | deutscher Schriftsteller, Dichter und evangelischer Theologe                                                                                     | 42    |       |
| 6. April  | Bonaventura Furlanetto                  | italienischer Komponist | 78    |       |
| 6. April  | Josef Anton Sauter                      | deutscher Kirchenrechtler |       |       |
| 7. April  | Heinrich Friedrich von Diez             | preußischer Beamter und Privatgelehrter | 65    |       |
| 7. April  | Joseph Ritter von Petzl                 | deutscher Mineraloge, Geistlicher und Naturforscher                                                                                              | 52    |       |
| 8. April  | Karl Friedrich Hermann von Beeren       | preußischer Generalmajor | 67    |       |
| 11. April | Maximus von Imhof                       | deutscher Naturforscher | 58    |       |
| 11. April | Christian von Mechel                    | Schweizer Kupferstecher | 80    |       |
| 12. April | Charles Messier                         | französischer Astronom | 86    |       |
| 14. April | Joseph Calhoun                          | US-amerikanischer Politiker | 66    |       |
| 14. April | Louis Jean Odier                        | frankoprovenzalischer Arzt | 69    |       |
| 14. April | Kaspar Friedrich von Rentzel            | preußischer Generalmajor und zuletzt Kommandant der Festung Minden                                                                               | 75    |       |
| 16. April | Giuseppe Avelloni                       | italienischer Dichter | 55    |       |
| 16. April | Martin Drolling                         | französischer Maler | 64    |       |
| 18. April | Ephraim Wolfgang Glasewald              | deutscher Architekt | 63    |       |
| 22. April | Wilhelm Magnus von Brünneck             | preußischer Offizier, zuletzt Generalfeldmarschall sowie Gutsbesitzer                                                                            | 89    |       |
| 22. April | Benoît-Joseph Marsollier des Vivetières | französischer Schriftsteller und Librettist |       |       |
| 24. April | Thomas P. Grosvenor                     | US-amerikanischer Jurist und Politiker | 38    |       |
| 25. April | Cyrus King                              | US-amerikanischer Politiker | 44    |       |
| 25. April | Joseph von Sonnenfels                   | österreichischer Schriftsteller |       |       |
| 27. April | Georg Ernst Waldau                      | deutscher evangelischer Theologe und Kirchenhistoriker                                                                                           | 72    |       |
| 28. April | Anton Johann von Drechsel               | kaiserlicher Feldmarschall-Lieutenant und Ritter des Maria-Theresia-Ordens                                                                       | 64    |       |
| 29. April | Christian August Geutebrück             | gothaischer Archivrat und Regierungsrat | 58    |       |
| 30. April | Romoaldo Braschi-Onesti                 | italienischer Kardinal | 63    |       |
| 30. April | Sylvius von Poser                       | preußischer Oberstleutnant und Flügeladjutant | 77    |       |

## Mai
| Tag     | Name                                    | Beruf, bekannt als                                                   | Alter | Beleg |
| ------- | --------------------------------------- | -------------------------------------------------------------------- | ----- | ----- |
| 1. Mai  | Joseph-François-Xavier de Preux         | Schweizer römisch-katholischer Geistlicher, Bischof von Sitten       | 77    |       |
| 2. Mai  | Andreas Herrlein                        | Maler                                                                | 78    |       |
| 2. Mai  | Wenzel Krumpholz                        | böhmischer Musiker                                                   |       |       |
| 2. Mai  | Philipp Jacob Piderit                   | deutscher Mediziner                                                  | 63    |       |
| 3. Mai  | Mariano de Urquijo y Muga               | spanischer Vertreter der Aufklärung, Politiker und Ministerpräsident |       |       |
| 5. Mai  | Johann Heinrich Lips                    | Schweizer Kupferstecher                                              | 59    |       |
| 6. Mai  | Lili Schönemann                         | Verlobte Goethes                                                     | 58    |       |
| 10. Mai | Georg Haas                              | deutscher Kupferstecher                                              | 60    |       |
| 11. Mai | Viktor Wilhelm Peter Heideloff          | deutscher Maler                                                      | 59    |       |
| 11. Mai | Jean-Siffrein Maury                     | Kardinal                                                             | 70    |       |
| 15. Mai | Jotham Post junior                      | US-amerikanischer Politiker                                          | 46    |       |
| 15. Mai | Thomas Sinnickson                       | US-amerikanischer Politiker                                          | 72    |       |
| 18. Mai | Friedrich Wilhelm Erhard von Knobloch   | preußischer Generalmajor und Kartograph                              | 78    |       |
| 21. Mai | Johann Friedrich Christmann             | württembergischer evangelischer Pfarrer und Komponist                | 64    |       |
| 21. Mai | Johan Christopher Toll                  | schwedischer Graf, Ritter, Feldmarschall und Politiker               | 74    |       |
| 23. Mai | Antoine-Grimald Monnet                  | französischer Geologe                                                |       |       |
| 24. Mai | Johann Gottfried Hempel                 | deutscher Mediziner und Pharmazeut                                   | 64    |       |
| 26. Mai | John Fryer                              | britischer Seeoffizier                                               | 63    |       |
| 26. Mai | Philipp Christian von Normann-Ehrenfels | deutscher Jurist und Staatsminister des Königreichs Württemberg      | 60    |       |
| 26. Mai | Johann Heinrich Philipp Seidenstücker   | Pädagoge und Schulleiter                                             | 51    |       |
| 28. Mai | Friedrich von Baden                     | Titular-Markgraf von Baden                                           | 60    |       |
| 30. Mai | Tristram Dalton                         | US-amerikanischer Politiker                                          | 79    |       |
| 30. Mai | Joseph Kögler                           | Geschichtsforscher                                                   | 52    |       |
| Mai     | Wazir Ali Khan                          | indischer Herrscher                                                  |       |       |

## Juni
| Tag      | Name                                               | Beruf, bekannt als                                                                       | Alter | Beleg |
| -------- | -------------------------------------------------- | ---------------------------------------------------------------------------------------- | ----- | ----- |
| 1. Juni  | Sugita Genpaku                                     | japanischer Arzt und Gelehrter                                                           | 83    |       |
| 3. Juni  | Johann Nepomuk von Effner                          | Stadtoberrichter und Bürgermeister von München                                           | 59    |       |
| 5. Juni  | Anton Alexander von Magnis                         | Großgrundbesitzer in Mähren und Schlesien und Wegbereiter moderner Landwirtschaft        | 65    |       |
| 5. Juni  | Emanuel Meier                                      | badischer Beamter und Politiker                                                          | 70    |       |
| 7. Juni  | Carl Gottlob Cramer                                | deutscher Schriftsteller und Forstrat                                                    | 59    |       |
| 8. Juni  | Samuel Huntington                                  | US-amerikanischer Jurist und Politiker                                                   | 51    |       |
| 8. Juni  | Théroigne de Méricourt                             | französische Revolutionärin                                                              | 54    |       |
| 10. Juni | Johann Gabe                                        | deutscher Kaufmann und Senator in Hamburg                                                | 79    |       |
| 11. Juni | William Gregor                                     | englischer Geistlicher und Mineraloge                                                    | 55    |       |
| 12. Juni | Ulrich Peutinger                                   | deutscher Benediktiner, Theologe und Hochschullehrer                                     | 66    |       |
| 13. Juni | Richard Lovell Edgeworth                           | irischer Aufklärer                                                                       | 73    |       |
| 13. Juni | Esther de Gélieu                                   | Schweizer Lehrerin, Schulleiterin und Erzieherin                                         | 59    |       |
| 13. Juni | Ebenezer Hazard                                    | Postminister in der Gründerzeit der USA                                                  | 73    |       |
| 15. Juni | Antoine Sabatier de Castres                        | französischer Publizist, Journalist und Schriftsteller                                   | 75    |       |
| 18. Juni | Leonard Neale                                      | US-amerikanischer Geistlicher, Erzbischof von Baltimore                                  | 70    |       |
| 19. Juni | Karl Ludwig von Woltmann                           | deutscher Historiker                                                                     | 47    |       |
| 20. Juni | Marie-Gabriel-Florent-Auguste de Choiseul-Gouffier | französischer Diplomat und Historiker                                                    | 64    |       |
| 23. Juni | Otto Carl Erdmann von Kospoth                      | preußischer Kammerherr und Komponist                                                     | 63    |       |
| 24. Juni | August Ernst von Kamptz                            | königlich preußischer Generalleutnant und Kommandant der Festung Cosel                   | 59    |       |
| 24. Juni | Thomas McKean                                      | US-amerikanischer Rechtsanwalt und Politiker, Unterzeichner der Unabhängigkeitserklärung | 83    |       |
| 27. Juni | Johannes Eckstein                                  | deutscher Bildhauer, Maler und Zeichner                                                  | 81    |       |
| 27. Juni | Joseph Augustin Gürrlich                           | deutscher Organist und Komponist                                                         | ≈56   |       |
| 29. Juni | Ernst Schulze                                      | deutscher Dichter der Romantik                                                           | 28    |       |
| 30. Juni | Christoph Daniel Ebeling                           | Hamburger Aufklärer, Amerikanist, Pädagoge, Musikkritiker und Bibliothekar               | 75    |       |
| 30. Juni | Li Rui                                             | chinesischer Mathematiker                                                                | 48    |       |
| 30. Juni | Abraham Gottlob Werner                             | deutscher Mineraloge                                                                     | 67    |       |

## Juli
| Tag      | Name                                  | Beruf, bekannt als                                                                         | Alter | Beleg |
| -------- | ------------------------------------- | ------------------------------------------------------------------------------------------ | ----- | ----- |
| 1. Juli  | Johann Friedrich Nering Bögel         | niederländischer Unternehmer                                                               | 61    |       |
| 4. Juli  | Simon Forrester                       | Kapitän, Kaufmann und Reeder                                                               |       |       |
| 6. Juli  | Edward Savage                         | amerikanischer Maler und Kupferstecher                                                     | 55    |       |
| 7. Juli  | Johann Gottlieb von Wolff             | sächsischer Leutnant, Landrat und Gutsbesitzer in Livland                                  | 61    |       |
| 10. Juli | Hans Caspar Hirzel                    | Schweizer Arzt und Politiker                                                               | 65    |       |
| 10. Juli | Hugh Percy, 2. Duke of Northumberland | britischer Peer und Soldat                                                                 | 74    |       |
| 14. Juli | Sivert Knudsen Aarflot                | norwegischer Volksaufklärer                                                                | 57    |       |
| 14. Juli | Anne Louise Germaine de Staël         | französische Schriftstellerin                                                              | 51    |       |
| 15. Juli | August Friedrich Pfeiffer             | deutscher evangelischer Theologe, Orientalist und Bibliothekar                             | 69    |       |
| 16. Juli | Maha Senanurak                        | Kronprinz des Königreichs Siam                                                             | 44    |       |
| 18. Juli | Jane Austen                           | englische Schriftstellerin                                                                 | 41    |       |
| 20. Juli | Jean Baptiste Antoine Suard           | französischer Journalist                                                                   | 85    |       |
| 22. Juli | Christlieb Georg Heinrich Arresto     | deutscher Schauspieler und Dichter                                                         |       |       |
| 22. Juli | François-Philippe Charpentier         | französischer Erfinder und Kupferstecher (Kupferstich)                                     | 82    |       |
| 22. Juli | William à Court, 1. Baronet           | britischer Offizier und Politiker                                                          |       |       |
| 24. Juli | Beda Aschenbrenner                    | deutscher Rechtswissenschaftler für Kirchenrecht und Abt der Benediktinerabtei Oberalteich | 61    |       |
| 26. Juli | Hovhannes XI. von Bayburt             | armenischer Geistlicher                                                                    |       |       |
| 26. Juli | Karađorđe                             | serbischer Aufständischer                                                                  |       |       |
| 26. Juli | Johann Christian Plath                | deutscher Holzhändler                                                                      | 79    |       |
| 27. Juli | Emanuel Herigoyen                     | portugiesischer Baumeister                                                                 | 70    |       |
| 28. Juli | Christian Karl Ernst Wilhelm Buri     | deutscher Jurist und Schriftsteller                                                        | 59    |       |
| 29. Juli | Johan Lausen Bull                     | norwegischer Politiker und Jurist                                                          | 66    |       |
| 30. Juli | Christian von Godin                   | fürstlich Hohenlohe-Bartensteinischer Hofrat in Bartenstein                                | 52    |       |

## August
| Tag        | Name                                                     | Beruf, bekannt als                                                    | Alter | Beleg |
| ---------- | -------------------------------------------------------- | --------------------------------------------------------------------- | ----- | ----- |
| 6. August  | Pierre Samuel du Pont de Nemours                         | französischer Nationalökonom                                          | 77    |       |
| 9. August  | Leopold III. Friedrich Franz                             | Fürst von Anhalt-Dessau                                               | 76    |       |
| 9. August  | Vincenz Pall von Pallhausen                              | bayerischer Beamter, Archivar und Historiker                          | 58    |       |
| 9. August  | Karl Heinrich von Zielinski                              | königlich preußischer Generalmajor                                    | 44    |       |
| 10. August | Edward Hempstead                                         | US-amerikanischer Politiker                                           | 37    |       |
| 10. August | Francis Cabot Lowell                                     | US-amerikanischer Unternehmer                                         | 42    |       |
| 10. August | Valentin von Massow                                      | preußischer Oberhofmarschall                                          | 65    |       |
| 11. August | Karl Wilhelm Marschall von Bieberstein                   | badischer Innenminister                                               | 53    |       |
| 11. August | Andrew Pickens senior                                    | US-amerikanischer Politiker                                           | 77    |       |
| 13. August | Johann Christian von Zweiffel                            | preußischer Generalmajor und Chef des Infanterieregiments Nr. 45      | 72    |       |
| 14. August | Jean-François Demandolx                                  | französischer römisch-katholischer Geistlicher und Bischof von Amiens | 72    |       |
| 15. August | Peter Early                                              | US-amerikanischer Politiker                                           | 44    |       |
| 17. August | Johann Felix Schoch                                      | Schweizer Landwirt und Unternehmer                                    |       |       |
| 18. August | Johann Kapp                                              | deutscher klassischer Philologe und lutherischer Geistlicher          | 77    |       |
| 20. August | Ludwig Wilhelm Geldricus Ernst zu Bentheim und Steinfurt | Fürst zu Bentheim und Steinfurt                                       | 60    |       |
| 23. August | Johann Gottlieb Plersch                                  | deutsch-schweizerisch-polnischer Maler des Klassizismus               |       |       |
| 27. August | Joseph Ignaz von Buol-Berenberg                          | Schweizer Adeliger                                                    | 67    |       |
| 27. August | Christoph Jakob Mellin                                   | deutscher Arzt und Autor                                              | 72    |       |
| 30. August | Johann Schulte                                           | deutscher Jurist und Hamburger Ratsherr                               | 66    |       |
| 31. August | John Thomas Duckworth                                    | britischer Admiral                                                    |       |       |

## September
| Tag           | Name                                        | Beruf, bekannt als                                                           | Alter | Beleg |
| ------------- | ------------------------------------------- | ---------------------------------------------------------------------------- | ----- | ----- |
| 3. September  | Jonathan Elmer                              | US-amerikanischer Senator von New Jersey                                     | 71    |       |
| 3. September  | Nicolaus Georgius Oosterdijk                | niederländischer Mediziner, Chemiker und Botaniker                           | 77    |       |
| 8. September  | Charles Abbot                               | britischer Botaniker und Entomologe                                          | 56    |       |
| 12. September | Nathaniel Portlock                          | britischer Marineoffizier und Entdecker                                      |       |       |
| 12. September | Christoph Johann Friedrich Otto von Zieten  | preußischer Generalleutnant, Kommandant von Königsberg, Erbherr auf Wildberg | 69    |       |
| 14. September | Hermine von Anhalt-Bernburg-Schaumburg-Hoym | Erzherzogin von Österreich                                                   | 19    |       |
| 14. September | Albrecht Philip von Levetzau                | deutsch-dänischer Verwaltungsjurist und Diplomat                             | 73    |       |
| 15. September | Georg August von Breitenbauch               | deutscher Dichter                                                            | 86    |       |
| 16. September | Johann Andreas Kommerell                    | Ochsenwirt und Königlicher Oberpostmeister sowie Bürgermeister von Tübingen  | 50    |       |
| 17. September | Joseph Anton Oegg                           | deutscher Historiker und Archivar                                            | 55    |       |
| 18. September | David Hall                                  | US-amerikanischer Politiker                                                  | 65    |       |
| 20. September | Ludwig von Württemberg                      | Prinz von Württemberg, General der Kavallerie                                | 61    |       |
| 21. September | Carl Andreas von Boguslawski                | deutscher General, Übersetzer und Autor                                      | 58    |       |
| 22. September | James Wadsworth                             | US-amerikanischer Politiker                                                  | 87    |       |
| 23. September | Rupert Kornmann                             | deutscher Benediktiner und Theologe                                          | 60    |       |
| 30. September | Sophie Reimarus                             | deutsche Vordenkerin der Aufklärung                                          | 75    |       |

## Oktober
| Tag         | Name                                               | Beruf, bekannt als                                                                              | Alter | Beleg |
| ----------- | -------------------------------------------------- | ----------------------------------------------------------------------------------------------- | ----- | ----- |
| 1. Oktober  | Johann Wilhelm Immanuel Heinsius                   | deutscher Buchhändler und Bibliograph                                                           | 49    |       |
| 2. Oktober  | Alexander Monro II.                                | schottischer Anatom                                                                             | 84    |       |
| 2. Oktober  | Friedrich Samuel Gottfried Sack                    | deutscher reformierter Theologe                                                                 | 79    |       |
| 4. Oktober  | Joachim Bernhard Nicolaus Hacker                   | deutscher Theologe, Poet und Schriftsteller                                                     | 56    |       |
| 4. Oktober  | Étienne-François Le Tourneur                       | französischer Politiker                                                                         | 66    |       |
| 5. Oktober  | Jean Joseph Guieu                                  | französischer Divisionsgeneral der Artillerie                                                   | 59    |       |
| 5. Oktober  | Abraham Wolfgang Küfner                            | deutsche Kupferstecher, Kunsthändler und Verleger                                               | 57    | [ 1 ] |
| 6. Oktober  | Theodosius Levetzau                                | dänischer Stiftsamtmann, Träger des Dannebrogordens und Landrat der Herrschaft Pinneberg        |       |       |
| 7. Oktober  | Nicolaus Jacob Keusch                              | Kaufmann und Bürgermeister der Hansestadt Lübeck                                                | 72    |       |
| 8. Oktober  | Robert McClellan                                   | US-amerikanischer Händler und Politiker                                                         | 70    |       |
| 9. Oktober  | William Ely                                        | US-amerikanischer Politiker                                                                     | 52    |       |
| 11. Oktober | Franz Xaver Hammer                                 | deutscher Gambist, Cellist und Komponist                                                        |       |       |
| 14. Oktober | Fjodor Fjodorowitsch Uschakow                      | russischer Marineoffizier und Admiral                                                           |       |       |
| 15. Oktober | Jean Louis Burckhardt                              | Schweizer Orientreisender                                                                       | 32    |       |
| 15. Oktober | Tadeusz Kościuszko                                 | polnisch-US-amerikanischer General                                                              | 71    |       |
| 16. Oktober | Manuel Piar                                        | venezolanischer Militär und Held der Unabhängigkeitskriege                                      |       |       |
| 18. Oktober | Gomes Freire de Andrade                            | portugiesischer General                                                                         | 60    |       |
| 18. Oktober | Étienne-Nicolas Méhul                              | französischer Komponist                                                                         | 54    |       |
| 21. Oktober | Franz Xaver Sterkel                                | deutscher Pianist und Komponist                                                                 | 66    |       |
| 23. Oktober | Antonio Lante Montefeltro della Rovere             | italienischer Kardinal der Römischen Kirche                                                     | 79    |       |
| 23. Oktober | Nathaniel Ramsey                                   | US-amerikanischer Politiker                                                                     | 76    |       |
| 25. Oktober | Christian von Zweybrücken                          | französischer, dann preußischer und später bayerischer Offizier, zuletzt General der Infanterie | 64    |       |
| 26. Oktober | Aida Yasuaki                                       | japanischer Mathematiker                                                                        | 70    |       |
| 26. Oktober | Nikolaus Joseph von Jacquin                        | österreichischer Botaniker                                                                      | 90    |       |
| 26. Oktober | Moritz August von Thümmel                          | deutscher Schriftsteller                                                                        | 79    |       |
| 27. Oktober | Pedro Moreno                                       | mexikanischer Unabhängigkeitskämpfer                                                            | 42    |       |
| 27. Oktober | Anton Joseph Recking                               | Politiker                                                                                       |       |       |
| 27. Oktober | Joachim Friedrich Wilhelm Neander von Petersheiden | preußischer Generalmajor und Inspekteur der Artillerie                                          | 74    |       |
| 28. Oktober | Jacopo Durandi                                     | italienischer Dichter und Librettist                                                            | 78    |       |
| 30. Oktober | Johann Anton Ludwig Seidensticker                  | deutscher Rechtswissenschaftler                                                                 | 50    |       |

## November
| Tag          | Name                                     | Beruf, bekannt als                                                                                      | Alter | Beleg |
| ------------ | ---------------------------------------- | --- | ----- | ----- |
| 2. November  | Joseph Leonz Andermatt                   | General der Helvetischen Republik                                                                       | 77    |       |
| 4. November  | Wilhelm Müller                           | deutscher Politiker                                                                                     | 59    |       |
| 5. November  | Carl Haller von Hallerstein              | deutscher Architekt                                                                                     | 43    |       |
| 6. November  | Charlotte Augusta von Wales              | Kronprinzessin von Großbritannien                                                                       | 21    |       |
| 7. November  | Jeremiah Brandreth                       | britischer Aufständischer                                                                               |       |       |
| 7. November  | Jean-André Deluc                         | Schweizer Geologe und Meteorologe                                                                       | 90    |       |
| 7. November  | Francesco Pasquale Ricci                 | italienischer Komponist                                                                                 | 85    |       |
| 8. November  | Andrea Appiani                           | italienischer Maler                                                                                     | 63    |       |
| 11. November | Francisco Javier Mina                    | spanischer Guerilla-Kämpfer im Befreiungskrieg gegen Napoleon und im mexikanischen Unabhängigkeitskrieg | 28    |       |
| 12. November | Ernst Friedrich von Bandemer             | preußischer Offizier                                                                                    |       |       |
| 13. November | Pietro Alessandro Banfi                  | italienischer Geistlicher und Bischof von Tivoli                                                        | 77    |       |
| 14. November | Policarpa Salavarrieta                   | kolumbianische Unabhängigkeitskämpferin                                                                 |       |       |
| 16. November | Simon Larned                             | US-amerikanischer Politiker                                                                             | 64    |       |
| 16. November | William Shepard                          | US-amerikanischer Offizier und Politiker                                                                | 79    |       |
| 21. November | Christian Friedrich von Arnstedt         | deutscher Landrat und Gutsbesitzer                                                                      | 80    |       |
| 21. November | Abramson Meyer                           | deutscher Arzt                                                                                          |       |       |
| 23. November | William C. C. Claiborne                  | US-amerikanischer Politiker                                                                             |       |       |
| 26. November | Pierre-Antoine Antonelle                 | französischer Politiker, Journalist und Revolutionär                                                    | 70    |       |
| 27. November | Carl Friedrich Meyer                     | deutscher Jurist, Hochschullehrer sowie Rektor der Universität Dorpat                                   | 60    |       |
| 27. November | Constantin Franz Fürchtegott von Neurath | deutscher Jurist, württembergischer Beamter und Minister                                                | 40    |       |
| 29. November | August Wilhelm Hartmann von Zenge        | preußischer Generalmajor                                                                                | 81    |       |

## Dezember
| Tag          | Name                                                | Beruf, bekannt als                                                                  | Alter | Beleg |
| ------------ | --------------------------------------------------- | ----------------------------------------------------------------------------------- | ----- | ----- |
| 1. Dezember  | Justin Heinrich Knecht                              | deutscher Komponist, Organist, Dirigent, Musikpädagoge und Musiktheoretiker         | 65    |       |
| 3. Dezember  | August Eberhard Müller                              | deutscher Komponist, Virtuose und Thomaskantor                                      | 49    |       |
| 3. Dezember  | Albrecht von Stetten                                | erster Oberbürgermeister von Augsburg nach Auflösung des Heiligen Römischen Reiches |       |       |
| 7. Dezember  | William Bligh                                       | britischer Seeoffizier und Gouverneur von New South Wales                           | 63    |       |
| 8. Dezember  | Matthias Steevens van Geuns                         | niederländischer Mediziner und Botaniker                                            | 82    |       |
| 8. Dezember  | Johann Leonhard Walz der Jüngere                    | deutscher evangelischer Pfarrer, Oberhofprediger in Karlsruhe                       | 68    |       |
| 11. Dezember | Simon Peter Ernst                                   | niederländischer katholischer Ordensgeistlicher und Geschichtsschreiber             | 73    |       |
| 11. Dezember | Matthäus Fingerlos                                  | österreichisch-deutscher katholischer Theologe                                      | 69    |       |
| 11. Dezember | Max von Schenkendorf                                | deutscher Schriftsteller                                                            | 34    |       |
| 11. Dezember | Maria Walewska                                      | Geliebte Napoléon Bonapartes                                                        | 31    |       |
| 13. Dezember | Pál Kitaibel                                        | ungarischer Botaniker                                                               | 60    |       |
| 14. Dezember | Conrad Dominik Bartsch                              | österreichischer Journalist                                                         | 58    |       |
| 15. Dezember | Johann von Andrássy                                 | ungarischer Militär                                                                 |       |       |
| 15. Dezember | Christian August Gerhard                            | deutscher Orgelbauer                                                                | 72    |       |
| 15. Dezember | Giovanni Battista Guglielmini                       | italienischer Wissenschaftler                                                       | 54    |       |
| 16. Dezember | Thomas von Wagner                                   | sächsischer Geheimer Finanzrat                                                      | 58    |       |
| 18. Dezember | Heinrich Lampe                                      | Bremer Senator und Bürgermeister                                                    | 71    |       |
| 18. Dezember | Gregor von Zirkel                                   | Weihbischof in Würzburg, ernannter Bischof von Speyer                               | 55    |       |
| 21. Dezember | Joseph Georg Mansfeld                               | österreichischer Kupferstecher                                                      | 53    |       |
| 22. Dezember | Carl Hinkel                                         | deutscher Dichter                                                                   | 24    |       |
| 22. Dezember | Sophie Caroline Marie von Braunschweig-Wolfenbüttel | Prinzessin von Braunschweig-Wolfbüttel, Markgräfin von Brandenburg-Bayreuth         | 80    |       |
| 27. Dezember | Johannes Theodorus Rossijn                          | niederländischer Philosoph und Mathematiker                                         | 73    |       |
| 27. Dezember | Johann Leopold von Thadden                          | preußischer Generalleutnant, Chef des Infanterieregiments Nr. 3                     | 81    |       |
| 29. Dezember | Sebastiano Ayala                                    | italienischer Jesuit, Mathematiker, Astronom und Philologe                          | 73    |       |

## Datum unbekannt
| Tag | Name                        | Beruf, bekannt als                                                                              | Alter | Beleg |
| --- | --------------------------- | ----------------------------------------------------------------------------------------------- | ----- | ----- |
|     | Manoel Carlos de Andrade    | portugiesischer Reiter und Autor                                                                |       |       |
|     | Severin Anton Averdonk      | deutscher katholischer Geistlicher, Dichter der Spätaufklärung, Jakobiner                       |       |       |
|     | Isaschar Falkensohn Behr    | deutsch-jüdischer Militärarzt und Lyriker                                                       |       |       |
|     | Anton Bemetzrieder          | französischer Komponist und Musiktheoretiker                                                    |       |       |
|     | Giovanni Battista Ceruti    | italienischer Lauten- und Geigenbauer                                                           |       |       |
|     | Jean-Claude Delamétherie    | französischer Naturwissenschaftler                                                              |       |       |
|     | Tobias Gutmann Feder        | jüdischer Aufklärer in Galizien                                                                 |       |       |
|     | Usman dan Fodio             | Staatsmann, Denker und Mystiker der Qadiriyya-Tariqa                                            |       |       |
|     | Rudolf Gräffer              | österreichischer Verleger                                                                       |       |       |
|     | Eberhard Haarmann           | deutscher Holzschnitzer und Baumeister                                                          |       |       |
|     | Franz Karner                | deutscher Lüftlmaler                                                                            |       |       |
|     | Johann Friedrich Kierecker  | Sattler, Ratsverwandter, Stadt- und Landumgelter, Gerichtsverwandter und Tübinger Bürgermeister | 66    |       |
|     | Abraham Wolfgang Küfner     | deutscher Kupferstecher                                                                         |       |       |
|     | Peter Simon Lamine          | deutscher Bildhauer                                                                             |       |       |
|     | Johann Jakob Merkel         | deutscher Bürgermeister Baden-Württemberg                                                       |       |       |
|     | Carl Adam von Mielecki      | preußischer Kammerherr und Landrat                                                              |       |       |
|     | Carl Schildbach             | deutscher Tiergarten-Aufseher und Ökonomie-Direktor                                             |       |       |
|     | Friedrich Ernst von Spiegel | Ritter des Deutschen Ordens                                                                     |       |       |
|     | Thorstein Elias Hjaltelin   | isländischer Miniaturen- und Landschaftsmaler in Braunschweig                                   |       |       |
|     | Archibald Van Horne         | US-amerikanischer Politiker                                                                     |       |       |